# Прапор Рихальського
Пра́пор Риха́льського — офіційний символ села Рихальське Ємільчинського району Житомирської області, затверджений 18 жовтня 2002 р. рішенням III сесії Рихальської сільської ради IV скликання.
Автор — А. Гречило.

## Опис
Квадратне полотнище розділене вертикально соснопагоноподібно (1:2) на білу древкову і зелену вільну частини. На білому фоні три зелені шишки хмелю, на зеленому — білий лелека з чорним оперенням і червоним дзьобом та лапами, у правій лапі він тримає конвалію з жовтим стеблом і листками та білими квітками.

## Значення символів
Лелека і конвалія є представниками місцевої фауни і флори, вони символізують Поліський регіон. Зелений колір і специфічне ділення щита означають розташування села поряд з густими лісами. Три шишки хмелю вказують на поширене вирощування цієї культури. Срібне поле символізує щирість, порядність і працьовитість місцевих мешканців.